# Slavica Ćukteraš
Slavica Ćukteraš (serbisch-kyrillisch Славица Ћуктераш; * 28. Januar 1985 in Šabac, SFR Jugoslawien) ist eine serbische Turbo-Folk- und Pop-Sängerin.

## Leben und Karriere
Sie wuchs mit ihren Eltern und ihrem Bruder in Šabac auf. Schon in frühen Jahren spielte sie Violine, danach Klarinette. Im Alter von sechs Jahren stand sie das erste Mal am Mikrofon. 
2004 war sie Finalteilnehmerin der Castingshow Zvezde Granda. Sie wurde im selben Jahr von der serbischen Plattenfirma Grand Productions unter Vertrag genommen. Obwohl sie die Show nicht gewann, waren ihre Alben kommerziell erfolgreicher als die ihrer Konkurrentinnen. Im Jahr 2008 wurde ihr drittes Album Exclusiva veröffentlicht.

## Diskografie

### Alben
- 2005: Nema pravila
- 2006: Ćiribu, ćiriba
- 2008: Exclusiva
- 2011: Nevreme

### Singles (Auswahl)
- 2005: Život Mi Oduzmi
- 2005: Zvaćeš Je Mojim Imenom
- 2005: Prevari Me
- 2005: Vodka
- 2006: Mrgud
- 2006: Računaj na mene
- 2008: Ekskluziva
- 2009: Zmija i zaba (mit Oskar)
- 2013: Tačno Je (mit Dado Polumenta)